# Eles Não Usam Black-tie (filme)
Eles Não Usam Black-tie é um filme brasileiro de 1981 dirigido por Leon Hirszman, com fotografia de Lauro Escorel e baseado na peça Eles não usam black-tie, de Gianfrancesco Guarnieri. A película foi premiada em vários festivais internacionais, com destaque para o Festival de Veneza, onde recebeu o Grande Prêmio do Júri. Em novembro de 2015, o filme entrou na lista da Associação Brasileira de Críticos de Cinema (Abraccine) dos 100 melhores filmes brasileiros de todos os tempos.
Além de Guarnieri, participam do elenco atores importantes da dramaturgia brasileira, como Fernanda Montenegro, Milton Gonçalves, Carlos Alberto Riccelli, Bete Mendes e Flávio Guarnieri, como filho mais novo de Fernanda e Guarnieri

## Sinopse
Um movimento grevista se inicia numa empresa. Um operário está preocupado com sua namorada, que engravidou, e eles decidem se casar. Para não perder o emprego, ele resolve furar a greve, que é liderada por seu pai, iniciando um conflito familiar que se estende às assembleias e piquetes.

## Elenco
- Fernanda Montenegro como Romana[1]
- Gianfrancesco Guarnieri como Otávio[1]
- Carlos Alberto Riccelli como Tião[1]
- Bete Mendes como Maria[1]
- Flávio Guarnieri como Chiquinho[4]
- Francisco Milani como Sartini[1]
- Lélia Abramo como Malvina, mãe de Maria[1]
- Rafael de Carvalho como Seu Jurandir, pai de Maria[1]
- Milton Gonçalves como Bráulio[1]
- Anselmo Vasconcelos como Jesuíno[1]
- Lizette Negreiros como Silene[1]
- Renato Consorte como Alípio[1]
- Paulo José como Padre Bastos[1]
- Fernando Ramos da Silva como Bié[1]
- Cristina Rodrigues como Terezinha [1]
- Antônio Petrin como Companheiro [1]
- Nelson Xavier como Investigador [1]
- Chica Lopes como Amiga de Romana[1]
- Gésio Amadeu como Onofre [1]
- Genézio de Barros como Investigador [1]
- João Acaiabe como Companheiro [1]
- Jalusa Barcelos como Enfermeira [1]
- Mercedes Dias como Mulher de Bráulio [1]
- Gilberto Moura como Tuca [1]

## Recepção
Em sua crítica no Papo de Cinema, Willian Silveira avaliou com 9/10 de sua nota dizendo que "se configura como uma aventura político-idealista que desvia dos recursos histriônicos e baratos da propaganda ideológica, comum em estéticas de denúncia como Cinema Novo e Neorrealismo, e assume um projeto de qualidades dramatúrgicas sóbrias."

## Principais prêmios e indicações
No Festival de Veneza de 1981, Leon Hirszman recebeu o prêmio FIPRESCI e o Grande Prêmio Especial do Júri (Leão de Ouro). No mesmo ano, no Festival de Havana, Leon Hirszman recebeu o Prêmio Grand Coral. Em 1982, Gianfrancesco Guarnieri recebeu o Troféu APCA (Associação Paulista de Críticos de Arte, Brasil) na categoria de Melhor Ator.[carece de fontes?] No mesmo ano, o filme recebeu o prêmio Margarida de Prata.[carece de fontes?]